# Wilhelmplatz

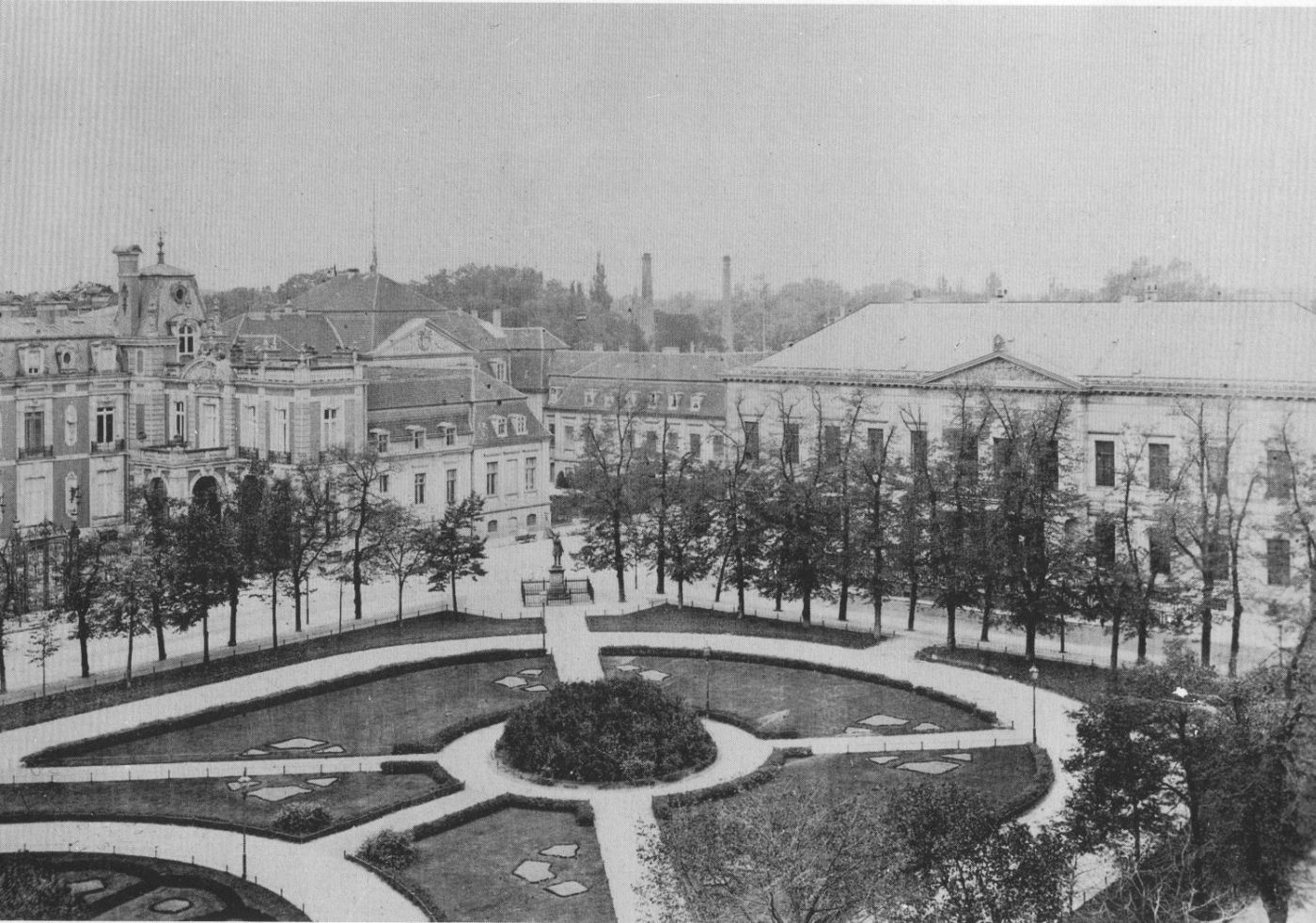
Wilhelmplatz a principios del con el Ordenspalais a la derecha, la Cancillería del Reich en el centro y el Palais Pleß a la izquierda.

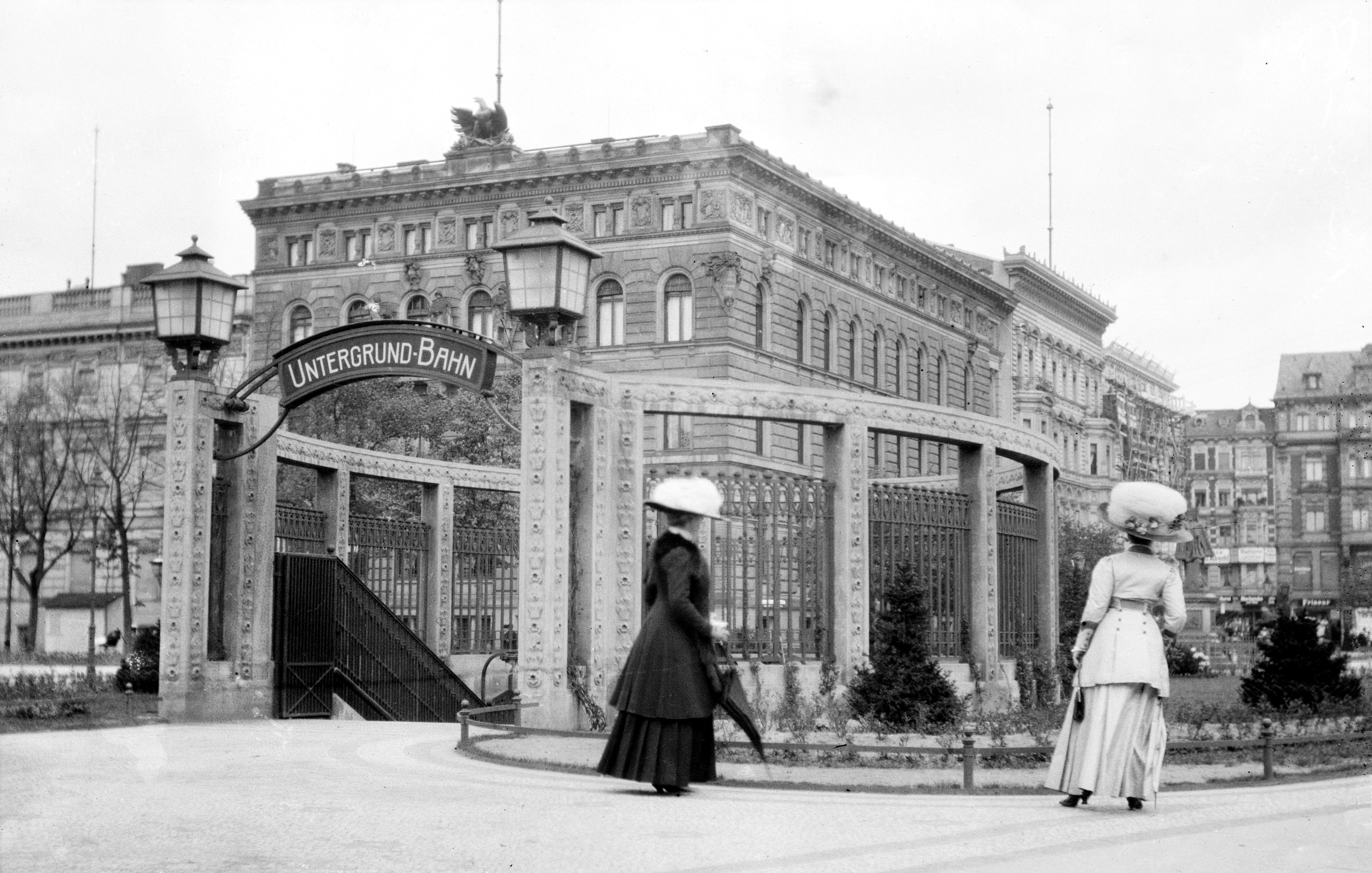
La estación del Metro en Wilhelmplatz en los 1900s.

La Wilhelmplatz era una plaza ubicada en el distrito Mitte de Berlín, Alemania, en la esquina de Wilhelmstraße y Voßstraße. La plaza también dio su nombre a una estación del Metro de Berlín que desde entonces ha sido renombrada Mohrenstraße. Alrededor de la plaza se construyeron varios edificios notables, incluida la antigua Cancillería del Reich (antiguo Palacio Schulenburg), el edificio del Ministerio de Finanzas y el gran Hotel Kaiserhof construido en 1875.

## Wilhelmplatz hasta 1871

### Renovación de Schinkel y nuevos residentes

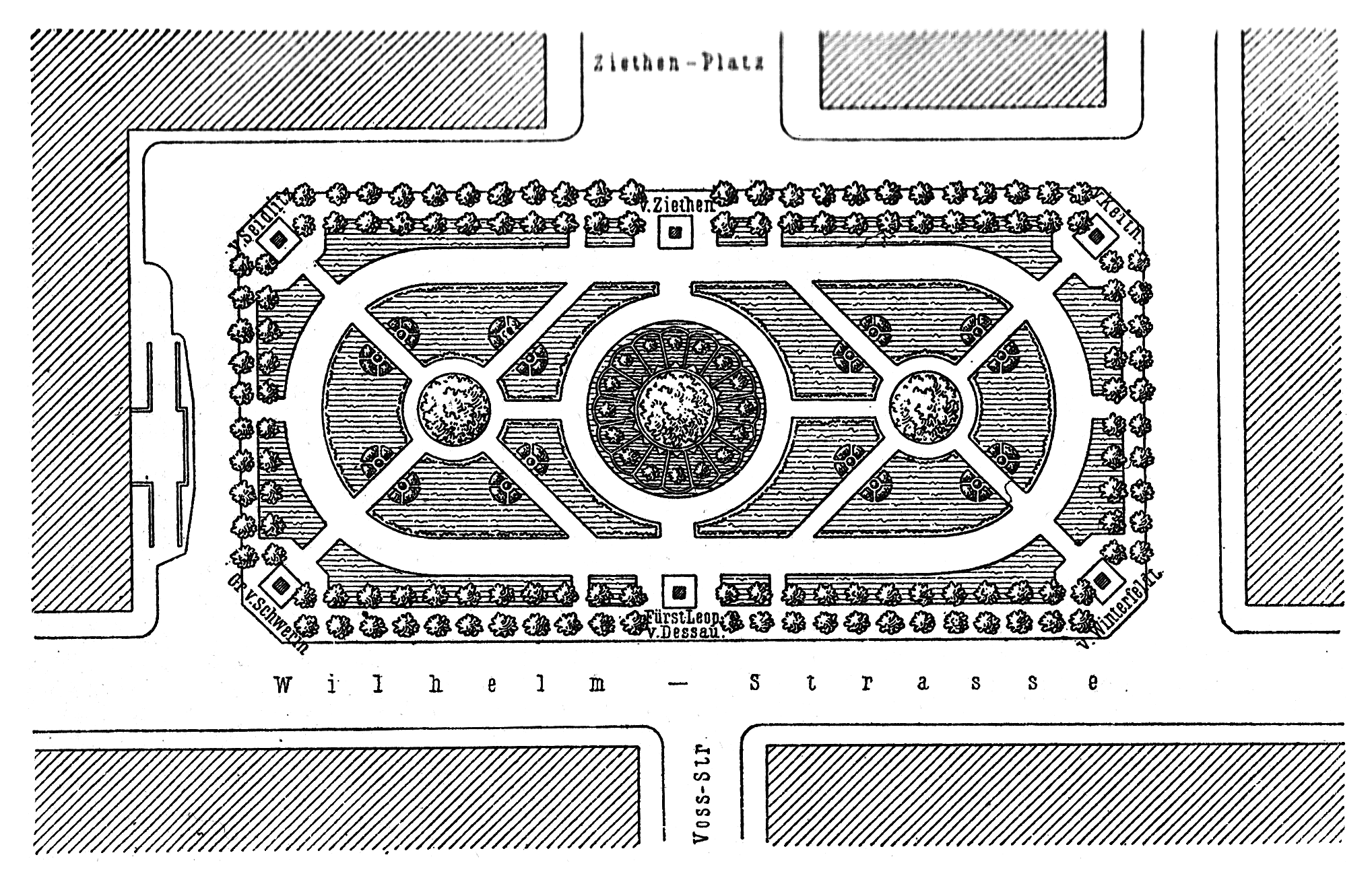
Plano de Berlín de la Wilhelmplatz

En 1826, Schinkel presentó su sugerencia de mover la posición del Monumento a Leopold I como parte de la transfiguración más grande de la plaza bajo su supervisión. A las otras estatuas también se les asignaron nuevas ubicaciones a lo largo de las diagonales y los ejes laterales de la plaza. Además de estos cambios, adornaba la superficie de la plaza con vegetación, un césped salpicado de tilos y rodeado por un sendero ovalado, que trazaba los bordes de la plaza. En total, las nuevas mejoras le dieron al espacio la apariencia de un parque. 
Hasta finales del siglo XIX, el desarrollo alrededor del borde de la plaza fue reemplazado en algunos lugares, en parte por la expansión de los edificios existentes, en parte por el reemplazo por otros más nuevos y más grandes. Con cada cambio de propietario y / o residente en un Stadtpalais, a menudo se produjo un cambio de nombre de la residencia en sí.
Durante un corto período de tiempo en la década de 1790, el Palacio Schulenburg perteneció a Sophie von Dönhoff, la esposa morganática del rey Federico Guillermo II antes de caer en posesión de Anton Radziwill en 1796, momento en el que se conoció como "Palacio Radziwill". Fue capturado por las tropas del Imperio francés en 1806 y sirvió temporalmente como sede del alcalde de la ciudad de Napoleón durante la ocupación. En las décadas siguientes, Radziwiłł celebró uno de los principales salones de Berlín aquí y, como un apasionado admirador de Johann Wolfgang von Goethe, el 24 de mayo de 1820 hizo de su hogar el sitio de una de las primeras representaciones de Fausto I. Debido al catolicismo de los terratenientes en Prusia protestante, tales actividades causaron un gran revuelo y una buena dosis de desaprobación social. En 1869, el Reino de Prusia compró el palacio del Príncipe Radziwiłł por iniciativa de Otto von Bismarck. El edificio fue refinanciado con las reparaciones de guerra pagadas por la Tercera República Francesa después de la Guerra Franco-Prusiana e inaugurado como la cancillería del nuevo Imperio alemán con el Congreso de Berlín de 1878.

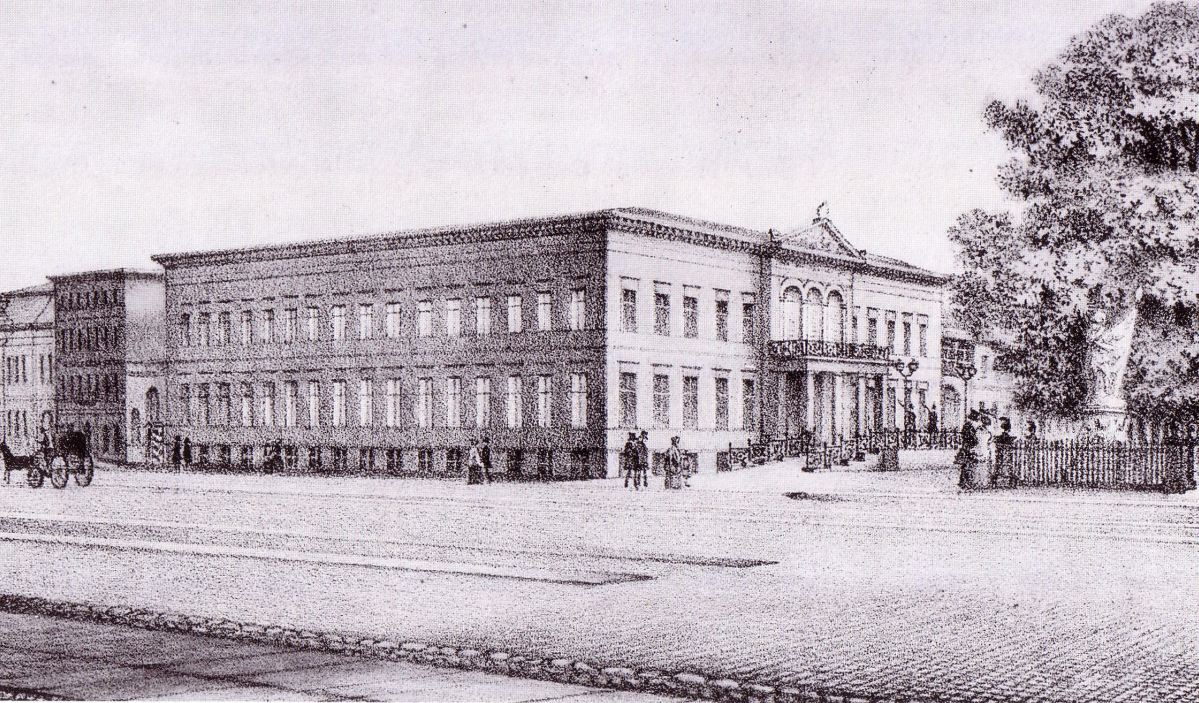
Berlín, Wilhelmplatz, Ordenspalais, alrededor de 1830.

Con la disolución de la Orden de San Juan durante el Movimiento de Reforma Prusiana, el estado tomó posesión del Ordenspalais en 1811. El rey Federico Guillermo III se lo dio a su tercer hijo, el Príncipe Carlos, en ocasión de su compromiso. en 1826. Simultáneamente, fue recientemente nombrado "Palais Prinz Karl" con el nuevo número Wilhelmplatz 8/9. Karl hizo remodelar el interior del edificio barroco por Friedrich August Stüler, quien también residió el exterior en un estilo neoclásico y erigió un anexo a la derecha del edificio, todo utilizando los planos de Schinkel 1827-1828 como base. Hasta su muerte en 1865, Stüler fue responsable de la renovación de toda una hilera de casas en Wilhelmstraße.
El antiguo Palacio Marschall, que ya había visto a su propietario cambiar varias veces durante el siglo XVIII, fue adquirido en 1800 por el ministro de Asuntos Exteriores, bastante clandestino, Otto Carl Friedrich von Voß. De ahora en adelante se conocía como Palais Voß. Después de su boda, de 1811 a 1814, Ludwig Achim von Arnim y Bettina von Arnim vivieron en una casa de jardín perteneciente a la propiedad. En una carta a Goethe, esta última escribió sobre su situación de vida: "Ich wohne hier in einem Paradies!" ("¡Vivo aquí en el paraíso!").

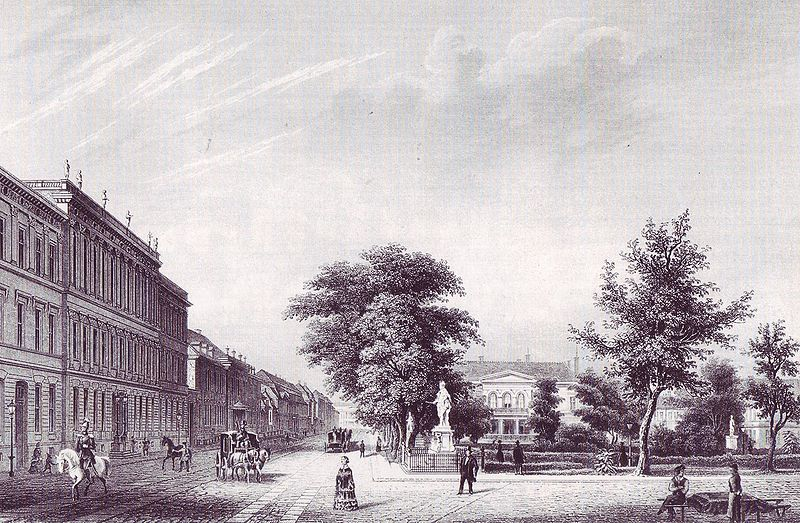
Un grabado de Wilhelmplatz en Berlín en 1850.

### El Comienzo del Barrio Gubernamental en Wilhelmstraße
A fines del siglo XVIII, ya era evidente que la nobleza prusiana a menudo no era financieramente capaz de mantener a largo plazo los numerosos e impresionantes Palais a lo largo del norte de Wilhelmstraße. Como resultado, la norma se convirtió en ventas individuales a representantes de la ciudadanía emergente, quienes utilizaron los edificios principalmente para fines económicos, tales como fabricación, publicación y alquiler. Sin embargo, en el área circundante, las parcelas más pequeñas se transformaron en las primeras casas comunes verdaderas.
Un contramovimiento nació en la década de 1790, en el que el estado de Prusia comenzó a adquirir propiedades y edificios a lo largo de Wilhelmstraße para usar con fines públicos. El objetivo de estas acciones era preservar Wilhelmplatz y la imagen del área circundante como la ventana a la tradición aristocrática prusiana. La separación administrativa y espacial de la corte y el gobierno que se había establecido durante la segunda mitad del siglo XVIII se reforzó después de la victoria de la coalición en la Campaña alemana de 1813. Los ministerios y autoridades independientes comenzaron a establecerse. Era importante que estas organizaciones separadas se mantuvieran en estrecho contacto entre ellas, de modo que, en el transcurso del siglo XIX, un cuartel del gobierno prusiano (entonces alemán imperial) comenzó a formarse bajo el metonimo "Wilhelmstraße". Pronto siguieron enviados de estados alemanes y extranjeros, alquilando apartamentos gratuitos en el área inmediata. Por ejemplo, en la década de 1840, los enviados de Bélgica, Mecklenburg-Strelitzand Württemberg, tenían propiedades en Wilhelmplatz. 
La primera casa en Wilhelmplatz que cumplió las funciones del gobierno prusiano fue Ordenspalais. A partir de 1817, el edificio albergaba departamentos del personal militar y en 1820 oficinas adicionales para el Ministerio de Relaciones Exteriores. Ambas autoridades tuvieron que mudarse en 1827 cuando Prinz Karl fue transportado al Palais. Posteriormente, el Ministerio de Asuntos Exteriores se trasladó al edificio de la esquina más al sur (Wilhelmstraße 61 / Wilhelmplatz 1) adquirido por los herederos de Efraín. 
En 1844, el estado prusiano también se hizo cargo del edificio muy alterado del fabricante de oro y plata (la producción había tenido lugar en un anexo del patio trasero recién agregado) en Wilhelmstraße 79. El Ministerio de Comercio, Industria y Obras Públicas se mudó cuatro años después. Se agregó otra historia en 1854/55 cuando Stüler la reconstruyó una vez más.

## Tercer Reich

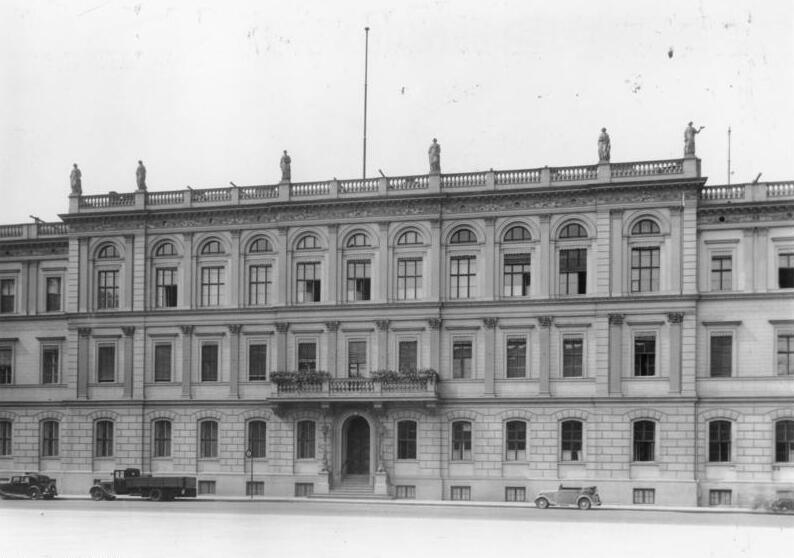
Ministerio de Transporte del Reich en la esquina suroeste de Wilhelmplatz, agosto de 1937.

Durante el período nacionalsocialista, el Ordenspalais se convirtió en la sede del Ministerio del Reich para la Ilustración Pública y Propaganda y Adolf Hitler encargó a Albert Speer que construyera la nueva Cancillería del Reich al otro lado de la plaza. Los edificios alrededor de la plaza resultaron muy dañados por los bombardeos en la Segunda Guerra Mundial y la mayoría fueron destruidos. El 18 de agosto de 1950, Wilhelmplatz fue renombrada por las autoridades de Berlín Oriental como Thälmannplatz, por Ernst Thälmann. En la década de 1980, se construyeron complejos de apartamentos sobre la plaza.
- Datos: Q531583
- Multimedia: Wilhelmplatz (Berlin-Mitte) / Q531583